# Festival Western de Malartic
Le festival western de Malartic est un festival fondé en 1998 se déroulant à Malartic, au Québec (Canada). Événement touristique qui accueille entre autres des épreuves de rodéo, des spectacles de musique country ainsi que des activités pour les familles. Il se tient sur une période de cinq jours par année, au milieu du mois d' août.

## Historique
Le Festival Western de Malartic est un évènement qui vise à faire découvrir la culture country et western avec plusieurs activités. Il est un festival de grande envergure se déroulant dans la ville de Malartic.
Le Festival Western de Malartic est l'une des évènements recommandés pour passer un week-end en dans la culture country en promettant une fin de semaine endiablé pour des amateurs de Stetson et de bottes boulet. Ce festival amène aussi des grands professionnels du rodéo et des sauteurs comme Emmanuel Lataste qui a été le seul professionnel du saut en taureau cette été en 2024.
Lors de la pandémie en 2020, le festival a été mis en pause durant l'été pendant 2 ans pour la sécurité des visiteurs. Il est revenu en 2022 lorsque les mesures ont été moins strictes.

## Activités et spectacles
Au Festival Western de Malartic, ils organisent toujours des tonnes d'activités et spectacles musicales qui sert à divertir tous les invités durant la soirée. Pour chaque année, il nous divertissent avec leur danse en ligne qui est l'une des activités les plus populaires durant la soirée du festival. Ils amènent aussi un rodéo professionnel qui invite les gens à expérimenté le style cowboy tous en organisant un souper de cowboy et d'un défilé qui revient pendant quelques années. Pour les spectacles présentés, ils font découvrir l'environnement country musical en invitant des groupes et chanteur country durant plusieurs années dont les groupes Mega, RAFFY, The Bounty Hunter et The Moonshiners.

## Organisateurs et commanditaires
Le comité organisateur pour ce festival est formé par les compagnies Agnico-Eagle, Energie (radio), TVA, IGA, La Vallée-de-l 'Or et plusieurs autres compagnies qui se sont ajoutées au comité et ils ont aussi l'aide d'un conseil d'administration formé des personnes suivantes:
- Annie Pomerleau, présidente
- Carolann Chabot, vice-présidente
- Nathalie Lecours, trésorière
- Mélyssa Chartier, secrétaire
- Josée Morin, administratrice
- Alexy Vezeau, administrateur
- Daniel Magnan, administrateur